# Spedizione britannica all'Everest del 1921

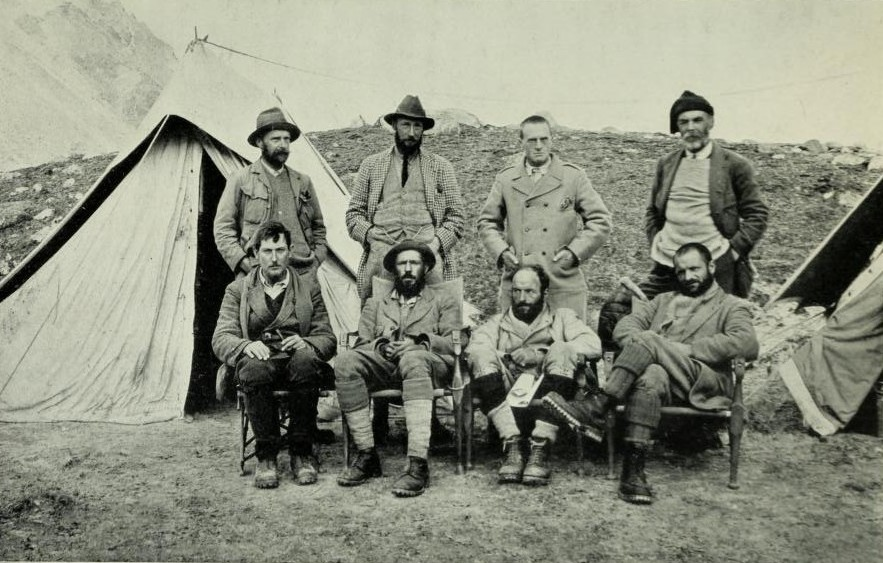
I membri della spedizione.
In piedi: Wollaston, Howard-Bury, Heron e Raeburn.
Seduti: Mallory, Wheeler, Bullock e Morshead.

La spedizione britannica all'Everest del 1921 è stata la prima di una serie di spedizioni aventi come scopo l'esplorazione geografica e l'ascensione del monte Everest. Al tempo il Nepal era chiuso agli stranieri, per cui qualunque approccio avrebbe potuto essere possibile solo dal Tibet, sul lato settentrionale della montagna. La spedizione scoprì una possibile via d'accesso da est attraverso il ghiacciaio presente alla testata della valle di Kharta e l'attraversamento del passo di Lhakpa La, a nord-est del massiccio; da qui fu necessario scendere sulla lingua orientale del ghiacciaio Rongbuk, prima di salire nuovamente al Colle Nord. Quest'ultimo fu raggiunto per la prima volta nella storia ma, non essendo riuscita a proseguire oltre, la spedizione dovette alla fine rinunciare.
Inizialmente le esplorazioni coinvolsero il versante settentrionale del massiccio e permisero di scoprire il corpo principale del ghiacciaio Rongbuk, giungendo però alla conclusione che non esistessero vie praticabili per la cima. La ricognizione, infatti, non riuscì inizialmente a scoprire il collegamento tra la lingua orientale del ghiacciaio, nella quale si era giustamente individuata la chiave della salita, e il corpo principale; l'errore di valutazione fu riconosciuto solo più tardi, quando l'intero gruppo si era ormai spostato in un'altra valle, dalla quale l'accesso era ancora più complicato.
Nonostante la mancata ascensione, la spedizione ebbe enormi meriti nel campo della ricognizione del terreno, stabilendo l'esistenza di una possibile via di salita che, partendo dal corpo principale del ghiacciaio Rongbuk, attraverso la lingua orientale di questo giungeva fino al Colle Nord, da dove si sarebbe potuto seguire per cresta fino in vetta. L'anno successivo, una seconda spedizione salì proprio questa via e riuscì a superare il colle, anche se non raggiunse la cima.
La spedizione del 1921 fu guidata da Charles Howard-Bury; uno dei suoi componenti fu il giovane George Mallory, che divenne poi il principale promotore dei successivi tentativi britannici. Howard-Bury scrisse un resoconto della spedizione, Mount Everest, the Reconnaissance, 1921, alla cui stesura partecipò anche Mallory, scrivendo sei capitoli.

## Contesto storico

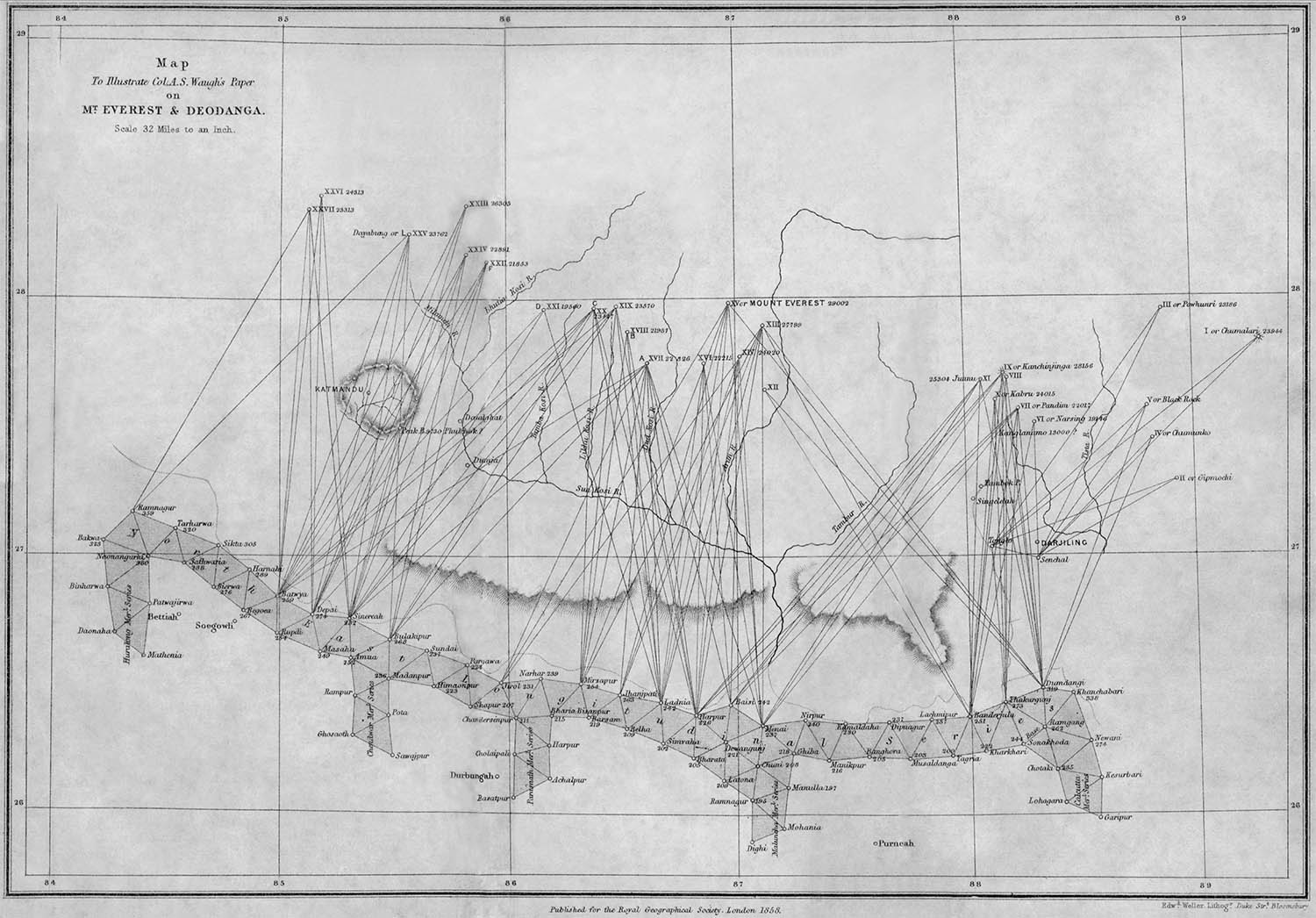
Triangolazione del Monte Everest, 1858

Nel 1856, nel pieno dell'enorme campagna topografica del Great Trigonometrical Survey, si riuscì a calcolare che la montagna più alta del mondo non era il Kangchenjunga, come creduto fino ad allora, ma una montagna nominata fino ad allora “Picco XV”, che misurava 8840 m (29002 ft); si dovette però aspettare il 1907, in occasione del cinquantesimo anniversario della fondazione dell'Alpine Club, perché i britannici cominciassero a stilare un piano per esplorare l'Everest. Il generale Charles Bruce, futuro presidente del sodalizio, era l'uomo a capo del progetto, possibile grazie alla spedizione britannica in Tibet compiuta qualche anno prima da Francis Younghusband e al conseguente trattato firmato nel 1904. Sfortunatamente, il segretario di Stato per l'India John Morley si oppose a una spedizione estranea ad esigenze di “alta politica imperiale”. Dopo alcune proroghe di origine politica la prima guerra mondiale arrivò a spazzare via quelle che John Buchan definì “attraenti fantasie”.

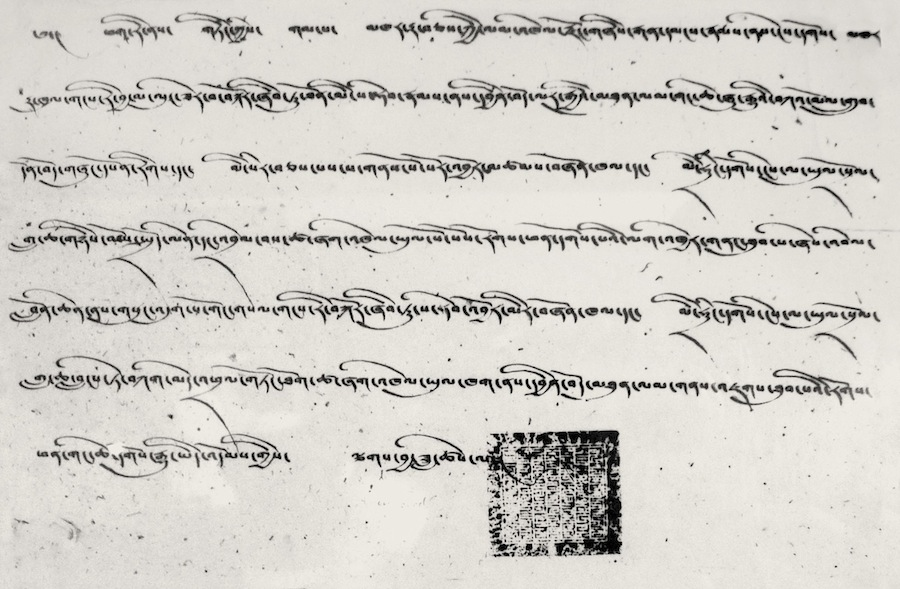
Passaporto tibetano consegnato alla spedizione.

L'approvazione del segretario di Stato arrivò nel 1920, permettendo così al colonnello Charles Howard-Bury di partire in missione diplomatica e riuscire a guadagnarsi il favore del viceré d'India, Lord Reading. All'epoca il Nepal era chiuso agli stranieri; la spedizione nei piani avrebbe dovuto quindi marciare attraverso il Sikkim. Il rappresentante del viceré nel territorio, Sir Charles Bell, si era spostato nel frattempo a Lhasa, dove aveva stabilito buone relazioni con il Dalai Lama, che garantì un passaporto ai componenti.
Nel gennaio del 1921 fu istituito un comitato, il Mount Everest Committee, formato dall'Alpine Club e dalla Royal Geographical Society (al cui vertice si era insediato Younghusband) con lo scopo di coordinare e finanziare la spedizione. Nonostante un iniziale entusiasmo per l'eventualità di una salita alla cima, l'obbiettivo principale fu fissato nella ricognizione dell'area.

## I componenti della spedizione e la partenza

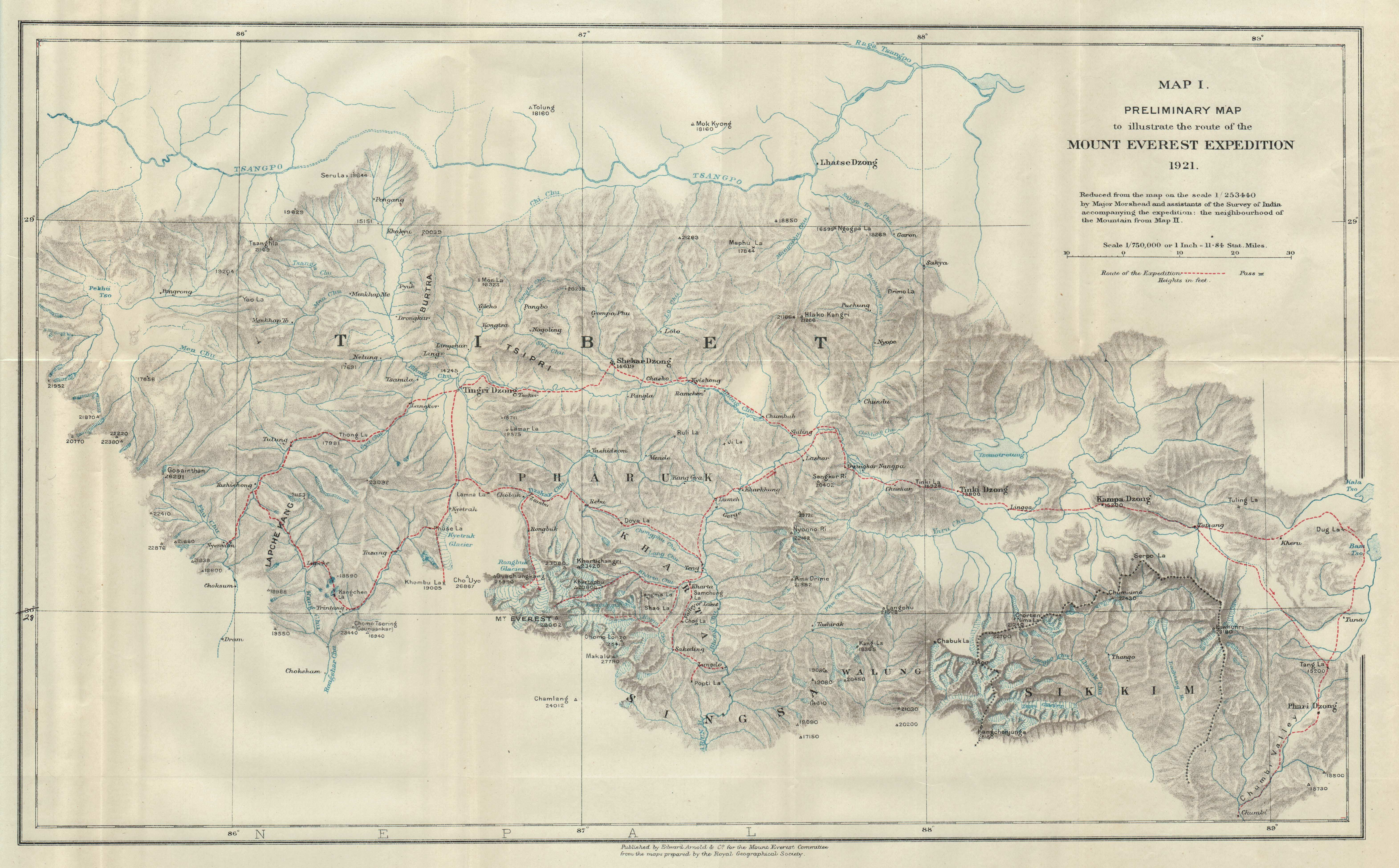
La mappa di Morshead con in rilievo le strade percorse dalla spedizione

Gli impegni militari di Bruce gli impedirono di partecipare, perciò Howard-Bury fu scelto come leader, non tanto per le sue abilità alpinistiche, ma perché ritenuto la persona più capace di appianare i problemi nel momento in cui questi si sarebbero manifestati: alla fine si trattava di una missione di esplorazione e, al tempo, la minore distanza dalla montagna raggiunta da parte di un esploratore era stata di 97 km. La spedizione partì nell'aprile del 1921. 

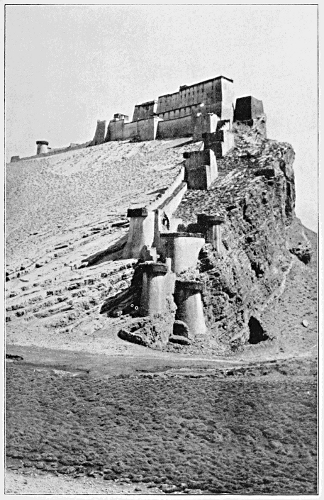
Kampa Dzong. Foto originale della spedizione.

La squadra di scalatori era composta da due esperti alpinisti, Harold Raeburn e Alexander Kellas, e da due componenti più giovani, George Mallory e Guy Bullock, entrambi ex allievi del Winchester College senza alcuna esperienza di Himalaya. Sandy Wollaston era naturalista e medico, Alexander Heron il geologo, Henry Morshead ed Edward Wheeler erano i cartografi; a completare il gruppo erano stati reclutati nove soldati.

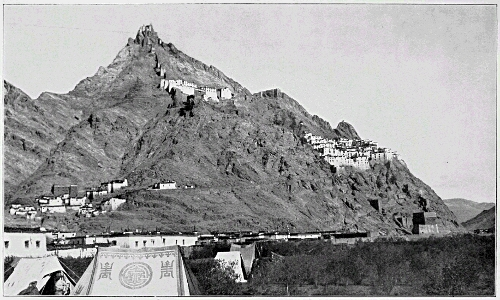
Shekar Dzong. Foto originale della spedizione.

La spedizione, che aveva raccolto Sherpa, Bhutia e altri portatori, oltre che un grande quantitativo di materiale, cominciò il 18 maggio 1921 da Darjeeling la lunga marcia di 480 km verso l'Everest. La via seguita fu quella di attraversare il Sikkim e scavalcare lo spartiacque dell'Himalaya al passo di Tang La, raggiungendo così l'altopiano del Tibet. Durante la marcia il clima cambiò da caldo e umido con piogge fitte e frequenti a freddo, secco e ventoso. Howard-Bury e Mallory ebbero alcuni alterchi; quest'ultimo accusò nei suoi scritti il capo spedizione di essere un tiranno e una persona con un altissimo senso di disprezzo e di odio per il prossimo. Lasciando la strada di Lhasa per spostarsi verso ovest, la spedizione raggiunse Khampa Dzong; qui, il 6 giugno, Kellas morì improvvisamente per un attacco di cuore e Raeburn, malato, fu costretto a tornare verso il Sikkim. Il gruppo risalì la valle del fiume Arun verso ovest, e a Shiling riuscì per la prima volta a vedere l'Everest così bene da cominciare a tracciarne la topografia. Oltrepassato il forte di Shelkar Dzong, raggiunse infine Tingri, località scelta come base per le esplorazioni del versante settentrionale del massiccio.

## Esplorazione del versante settentrionale

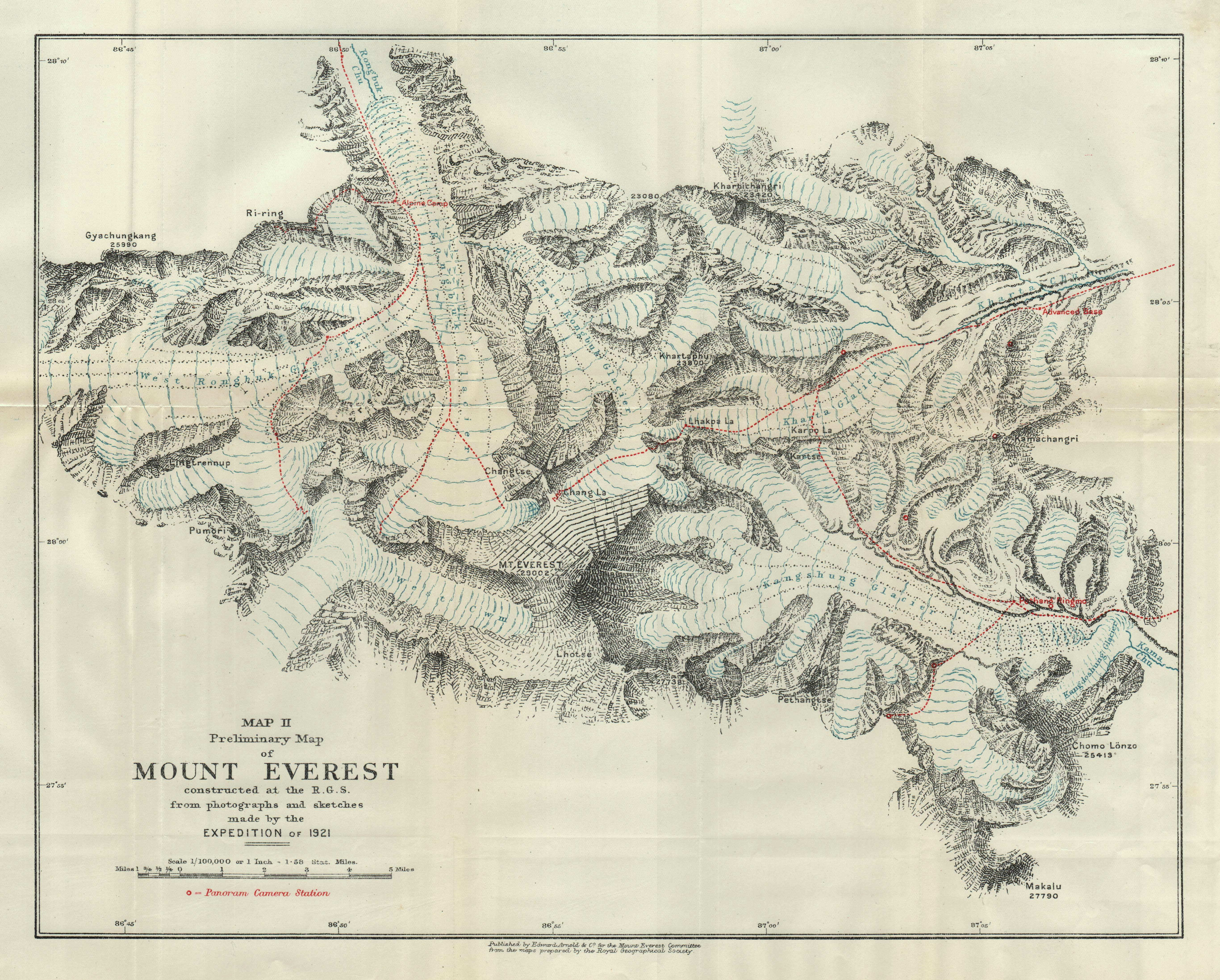
Mappa topografica disegnata in base ai rilievi di Wheeler.

Da Tingri si sarebbero potute imboccare diverse valli in direzione dell'Everest e il 23 giugno Mallory e Bullock partirono diretti verso sud con sedici tra Sherpa e portatori; due giorni più tardi, nei pressi della località di Chobuk, raggiunsero l'imbocco della valle di Rongbuk e furono in grado di vedere l'Everest. Sedici chilometri più avanti raggiunsero il margine del ghiacciaio, a quei tempi molto più esteso, vicino al quale posero il campo base, appena oltre il monastero, che Mallory chiamò nei suoi appunti Chöyling. Abituati ai ghiacciai delle Alpi, trovarono numerose difficoltà a superare alcuni seracchi di 15 m e indietreggiarono alla fine una volta giunti a 5600 m, all'affluenza della lingua occidentale nel corpo centrale del ghiacciaio.

### Il ghiacciaio Rongbuk

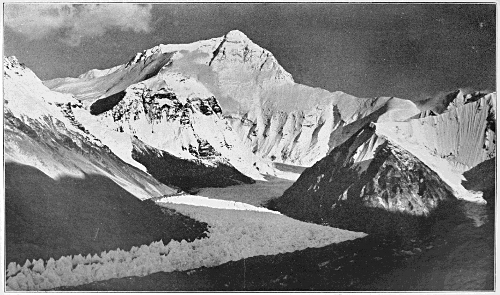
L'Everest visto da una distanza di 14 km, all'interno della valle di Rongbuk. Foto scattata da Mallory.

Dopo essersi riposati per sei giorni allo scopo di acclimatarsi alla quota, stabilirono un campo avanzato a 5300 m. il 1º luglio Mallory con cinque Sherpa si diresse verso la testa del ghiacciaio, vicino alla parete nord dell'Everest, e alla quota di 5800 m fu in grado di vedere la parte occidentale del Colle Nord. Apparentemente non gli sembrava esserci una via soddisfacente per raggiungerlo, ma sopra di esso, verso la cima, gli sembrava esistesse una via fattibile. La cresta occidentale della montagna non gli sembrò percorribile dalla sua posizione, così decise di esplorare la lingua occidentale del ghiacciaio Rongbuk.

### Il ghiacciaio Rongbuk occidentale

Schema dell'area a nord del monte Everest

La topografia del versante occidentale è molto complessa; perciò il 5 luglio Mallory e Bullock scalarono i 6900 m del Ri Ring per avere una migliore prospettiva. Furono così in grado di esaminare la parete nord e la cresta settentrionale sovrastante il Colle Nord, e ritennero quest'ultima fattibile. Tuttavia si fecero l'impressione sbagliata che un'ulteriore cresta partisse dal Picco Nord per allungarsi fino al fiume Arun. Pensarono quindi che la salita al versante orientale del Colle Nord non fosse possibile dal ghiacciaio Rongbuk, ignorando che la lingua glaciale presente su quel versante in realtà si univa più in basso al corpo principale; infatti, nel punto in cui si uniscono, appena più in alto del monastero, è visibile solo una piccola parte di tale lingua. Guardando più ad ovest, due vie sembrarono più promettenti: una attraverso il Lho La, alla testata del ghiacciaio Rongbuk, e una attraverso il Nup La, un colle posto tra le cime del Pumori e del Lingtren. La speranza era quella che una valle a sud di questi colli potesse fornire una via verso la cima. Mallory scalò una vetta che chiamò Island Peak (Lingtrennup), da dove cercò di fotografare il Changtse, l'Everest e il Lhotse, quest'ultimo appena visibile. Alla fine raggiunsero il Nup La, spostandosi ancora più ad ovest attraverso il ghiacciaio Pumori, e il 19 luglio furono in grado di scorgere più in basso il Western Cwm e il ghiacciaio Khumbu. Non furono capaci di scorgere il Colle Sud ma il Khumbu sembrò loro terribilmente ripido e frammentato, e i 460 m di salto dal colle su cui si trovavano furono ritenuti un “precipizio senza speranza”. Ogni tentativo da quel lato avrebbe dovuto quindi essere effettuato attraverso il Nepal da una differente spedizione.

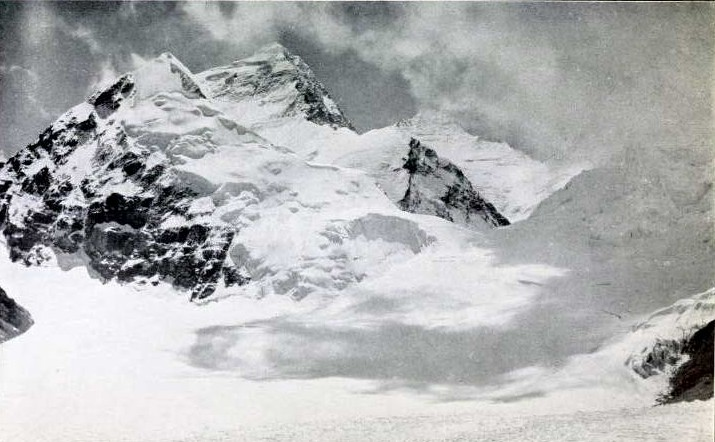
L'Everest e il Picco Nord. Fotografia scattata da Mallory.

I campi furono tolti il 20 luglio senza che si fosse riuscita a stabilire una via di salita, ma rimase da esplorare la possibilità di raggiungere il Colle Nord da est. Prima di intraprendere questa ricognizione, Mallory e Bullock cominciarono a cercare il punto, a loro sconosciuto, nel quale sfociava il ghiacciaio Rongbuk orientale. Sfortunatamente dovettero interrompere presto questa loro ricognizione, dal momento che si accorsero che tutte le fotografie che aveva scattato Mallory erano inutilizzabili, a causa del fatto che aveva montato a rovescio le lastre fotografiche. Le fotografie costituivano una parte fondamentale della ricognizione, perciò per due giorni Mallory e Bullock si premurarono di scattarne di nuovo il più possibile. In questa occasione Mallory salì ancora sull'Island Peak e Bullock riuscì a fotografare la seraccata del Khumbu dal Lho La. Il 25 luglio i due si ricongiunsero con il gruppo di Howard-Bury a Chobuk.

### I rilievi di Morshead e Wheeler e le altre attività

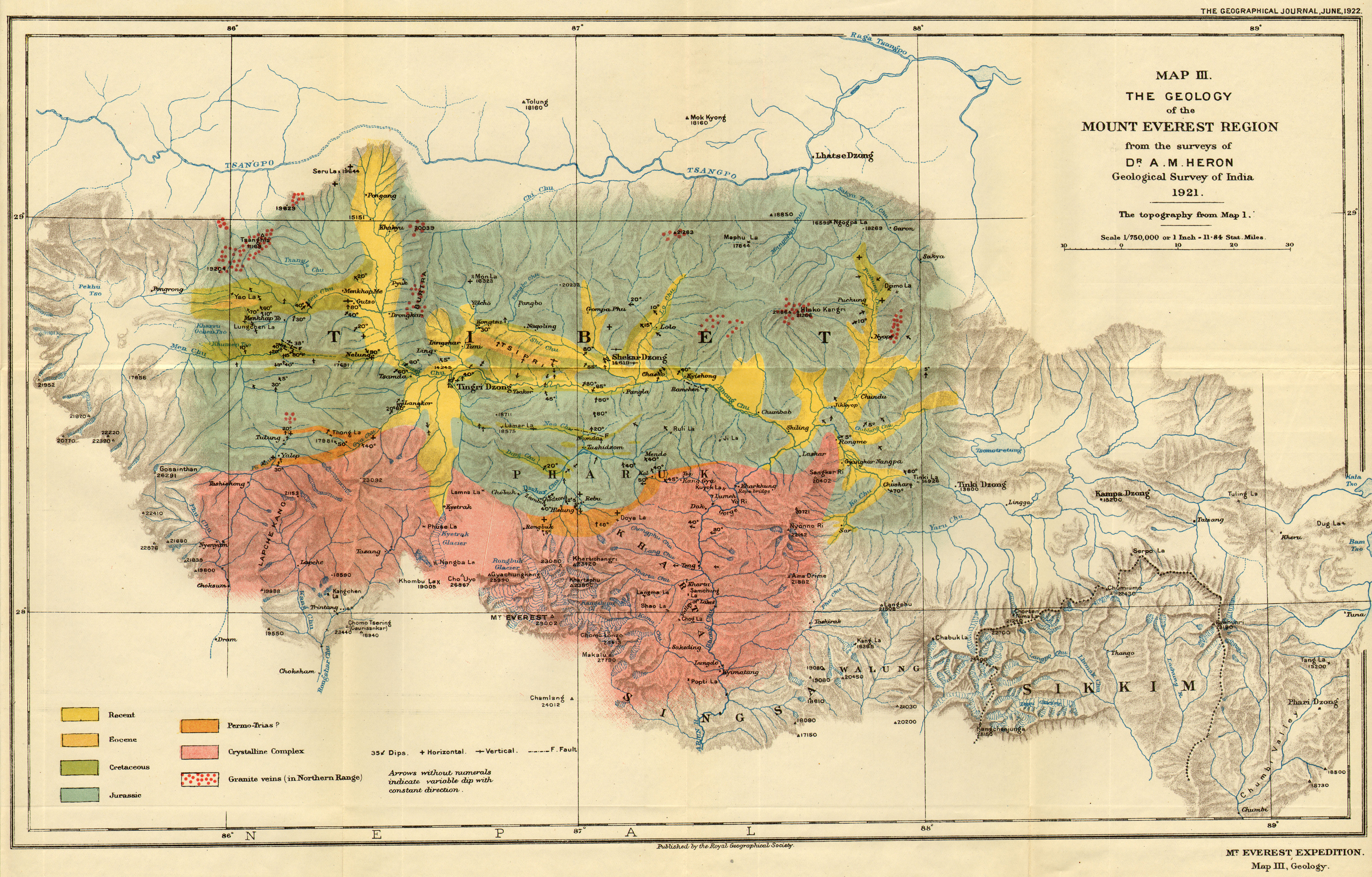
La mappa geologica della regione dell'Everest stilata da Heron.

Durante questo periodo Morshead e Wheeler rilevarono 31000 km² di territorio fino ad allora sconosciuto, disegnando una mappa in scala 1:250000 e aggiornando le carte topografiche del Sikkim. Wheeler inoltre fece un'ulteriore ricognizione fotografica di altri 1600 km² di area nei pressi dell'Everest, compilando una mappa in scala 1:63360. Wollaston collezionò e identificò piante, uccelli ed animali, mentre Heron si produsse in una serie di ricerche geologiche su un'area di 21000 km² e stilò una mappa geologica. La relazione di queste attività è riportata nel libro di Howard-Bury, insieme con una descrizione dell'attrezzatura scientifica e delle macchine fotografiche impiegate. Wheeler, Heron e Howard-Bury raggiunsero il Nangpa La, ad ovest dell'Everest e sul confine con il Nepal. Morshead e Wollaston attraversarono il confine al Lapche La spingendosi a sud nel villaggio di Lapche; poi si spostarono ancora più ad ovest e raggiunsero la località di Nyalam. I rilevamenti geografici e geologici si spinsero a nord fino al fiume Tsangpo.
Howard-Bury si spinse verso oriente per trovare un posto adatto per un futuro campo base. Incapace di attraversare un affluente del fiume Arun giunse infine nella regione di Kharta, dove nessuno gli seppe indicare da dove nascessero i corsi d'acqua locali. Howard-Bury suppose che provenissero dall'Everest e ritenne di aver trovato un ottimo posto per un campo base, se fosse stato necessario. Quindi tornò per effettuare ulteriori esplorazioni e per organizzare lo spostamento dell'intera spedizione a Kharta il 29 luglio.

## Esplorazione del versante orientale

### Dalla valle di Kharta a quella di Kama

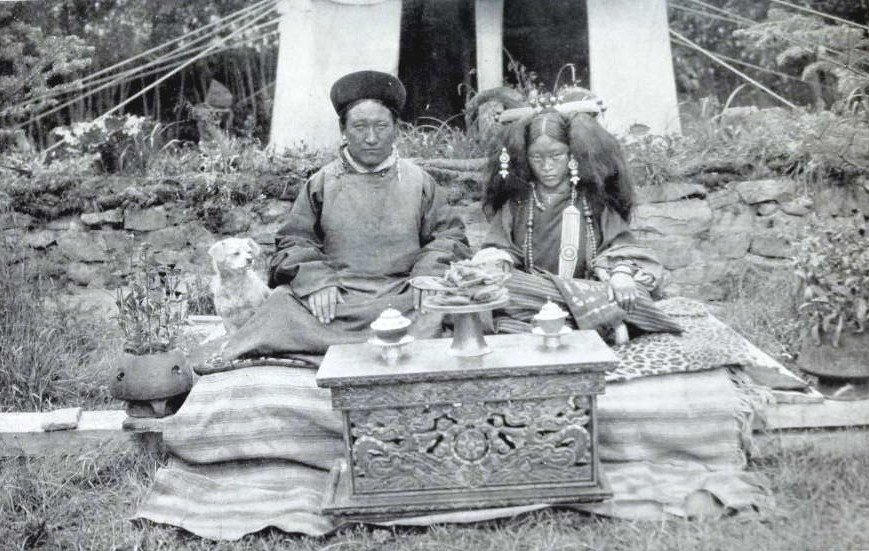
Un Dzongpen di Kharta. Foto scattata da Howard-Bury.

Sospettando che il fiume che scorreva a Kharta nascesse sul Colle Nord, Mallory e Bullock cominciarono a risalirlo il 2 agosto. Il giorno successivo alcuni abitanti riferirono che a provenire dal Chomolungma era un altro fiume. I due scavalcarono un passo a 5500 m per raggiungere la valle del fiume Kama, che scorre parallelo ma più a sud del Kharta; si trovarono così vicini al Makalu, che si elevava ancora più a sud rispetto a loro. Davanti a Mallory e Bullock, verso ovest, si trovavano il Lhotse e l'Everest; i due risalirono il ghiacciaio Kangshung, al cospetto della parete est del massiccio, chiamata anch'essa Kangshung. Mallory si trovò così circondato da tre delle più alte montagne del Pianeta; nei suoi appunti annotò la magnificenza del paesaggio in cui si trovava. Valutarono immediatamente che la scalata della parete Kangshung era impossibile. Mallory scrisse che “altri uomini, meno saggi, potrebbero tentare questa via se volessero, ma, chiaramente, non era cosa per noi“.

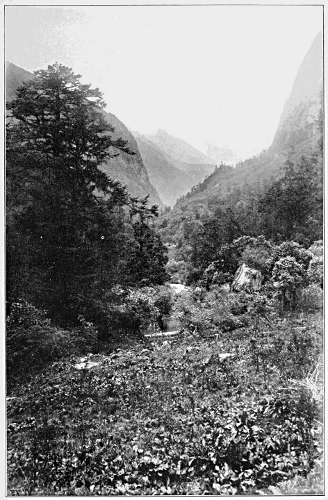
La valle del Kama. Fotografia scattata da Wollaston.

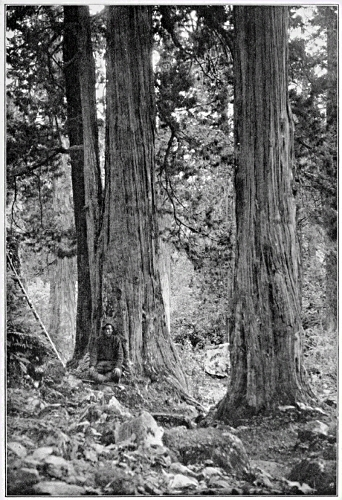
Piante di Juniperus nella valle del Kama. Fotografia scattata da Wollaston.

Mallory e Bullock compresero che avrebbero dovuto tornare nella valle di Kharta; prima di farlo salirono il 7 agosto ai 6520 m del Kartse, dal quale poterono esaminare il Colle Nord e la parete est. Si chiesero se il ghiacciaio alla testa della valle fosse lo stesso che scendeva dal Colle Nord o se quel ghiacciaio sboccasse ancora più a settentrione; giudicarono inoltre troppo difficile la cresta nord-est. Il Colle Nord e la cresta nord sopra di esso sembravano l'unica via possibile. I due scesero dal Kartse al fiume Kama, e di qui tornarono alla valle di Kharta.

### Il ritorno alla valle di Kharta
Mallory si ammalò, lasciando Bullock procedere verso ovest il 13 agosto. Tuttavia, un messaggero tornò presto per dire a Mallory che Bullock aveva osservato che il ghiacciaio terminava in un alto passo montano. Avrebbe esplorato oltre, ma sembrava che la lingua di ghiaccio che scendeva dal Colle Nord non scendesse ad est. Bullock tornò, e Howard-Bury ricevette una lettera da Wheeler che gli esponeva i risultati dei suoi rilievi: il ghiacciaio che scendeva dal versante orientale del Colle Nord girava verso settentrione e confluiva nel corpo principale del ghiacciaio Rongbuk. Non c'era più tempo per tornare a Rongbuk, che ora sembrava chiaramente la via più semplice per arrivare al Colle Nord; decisero così che la migliore cosa da fare fosse di trovare un passaggio per una forcella che Bullock aveva avvistato, che chiamarono Lhakpa La (“Passo ventoso”), per scoprire se il colle fosse raggiungibile da lì. Le condizioni meteorologiche erano pessime e il ghiacciaio infido, ma alla fine raggiunsero i 6800 m del Lhakpa La il 18 agosto. Mallory stabilì che la via era percorribile e in tal modo la ricognizione fu conclusa; tornarono al campo base per i rimanenti 10 giorni.

## Il Colle Nord

Diagramma delle vie seguite dalla spedizione nei pressi del Colle Nord.

Mentre Mallory e Bullock riposavano, un campo base avanzato a 5300 m e un'ulteriore campo II a 6100 m furono allestiti sul ghiacciaio alla testata della valle di Kharta, entrambi lasciati momentaneamente vuoti. Il piano prevedeva l'allestimento di un campo III sul Lhakpa La, di un campo IV sul Colle Nord e di un altro campo vicino alla cima, sottovalutando, come si è rivelato in seguito, le difficoltà della montagna. Si dovette aspettare per un mese il termine dei monsoni, e il 31 agosto l'intera squadra si mosse per raggiungere il campo base; Raeburn, che era inaspettatamente tornato, riuscì a raggiungere il resto del gruppo.

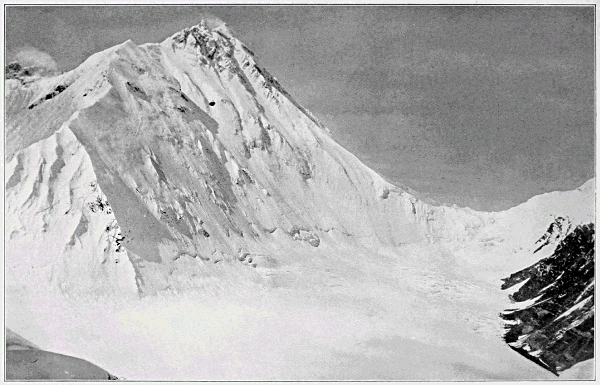
Il Colle Nord (a destra) e la cima (a sinistra) dal Lhakpa La. Fotografia scattata da Howard-Bury.

Furono costretti a rimanere al campo base fino al 20 settembre, aspettando un miglioramento del tempo, poi Mallory, Bullock, Morshead e Wheeler raggiunsero il Lhakpa La. Non si era tenuto in conto che non si sarebbe potuto arrivare al Colle Nord senza un campo intermedio, per cui tornarono presto al campo II in cerca di ulteriori approvvigionamenti; tutta la squadra, escluso Raeburn, con 26 Sherpa partì quindi per il campo III. Il mattino seguente Mallory, Bullock e Wheeler, con tre Sherpa, scesero verso il ghiacciaio Rongbuk orientale, mentre il resto dei componenti tornò indietro. Dopo una notte molto difficile sul ghiacciaio a causa del freddo e del vento il giorno successivo, 24 settembre, vide il gruppo raggiungere il Colle Nord, ma senza portare con sé alcun carico. Il terreno del colle si prestava all'allestimento di un campo, ma il vento era impetuoso e non sarebbe stato possibile alcun progresso. Discesero quindi al ghiacciaio, dove Mallory e Bullock calcolarono che se non fossero stati capaci di stabilire un campo non avrebbero nemmeno avuto la possibilità di sopravvivere ad un bivacco a più di 7000 m, In più, le tempeste si facevano sempre più forti. Il 25 settembre il gruppo fu costretto a salire nuovamente il Lhakpa La e il 26 settembre l'intera spedizione tolse i campi per tornare a Kharta. Da lì raggiunsero il 25 ottobre Darjeeling senza problemi.

## Eventi successivi
Prima che la spedizione avesse abbandonato il Tibet, il Mount Everest Committee si riunì e decise che un tentativo di salire alla cima sarebbe stato effettuato nel 1922 con una nuova spedizione guidata dal generale Bruce. La via individuata attraverso il ghiacciaio Rongbuk orientale e il Colle Nord fu ritenuta quella da seguire, ma si ritenne anche di dover fornire gli scalatori di bombole d'ossigeno. La spedizione fu comunque ritenuta un successo dal pubblico e dagli esperti, e una grande massa partecipò alla cerimonia di bentornato organizzata alla Queen's Hall di Londra dall'Alpine Club e dalla Royal Geographical Society. Howard-Bury divenne una celebrità. Parlando dal palco riguardo ad un futuro tentativo di salita alla cima, Mallory dichiarò di essere molto lontano da una stima ottimistica di successo; aggiunse che “un gruppo di due persone che arrivano in cima, ciascuna così stremata da non potere aiutare l'altra, potrebbero portare una buona tiratura alla stampa ma attirerebbero la censura di ogni ragionevole giudizio.”
Mallory avrebbe voluto lasciare l'insegnamento e diventare alpinista e scrittore. Quando scrisse i suoi capitoli per il resoconto della spedizione di Howard-Bury, uscito nel 1922, si aspettava di essere ricompensato monetariamente; tuttavia nel 1923, tre mesi prima di partire per la spedizione del 1924, non aveva ricevuto ancora alcun pagamento. Quando fece pressione sul Mount Everest Committee gli fu risposto da quest'ultimo che non sarebbe stato pagato, ma che tuttavia era stato pienamente apprezzato il valore dei suoi contributi.
Mallory scomparve nel 1924 nel tentativo di compiere l'ascesa all'Everest; i suoi resti furono ritrovati nel 1999 I diari della spedizione scritti da Bullock furono pubblicati nel 1962.